# Piper Curda
Piper Curda, född 16 augusti 1997 i Tallahassee, Florida, är en amerikansk skådespelare.
Curda har bland annat medverkat i TV-serien Det var inte jag. Hon har även medverkat i filmerna The Wretched och May December.

## Filmografi (i urval)
- 2014–2015 – Det var inte jag (TV-serie)
- 2019 – The Wretched
- 2023 – May December
- 2026 – Operation bäver (röst)